# 奎特曼 (路易斯安那州)
奎特曼（英語：Quitman），是美国路易斯安那州下属的一座村镇。根据2010年美国人口普查，该市有人口181人。建置上，属于“village”。